# Inocent XII.
Inocent XII., lat. Innocentius PP. XII. (Spinazolla, 13. ožujka 1615. – Rim, 27. rujna 1700.), rođen kao Antonio Pignatelli, 242. poglavar Katoličke Crkve, papa od 12. srpnja 1691. do smrti 1700. godine.

## Raniji život
Antonio Pignatelli rodio se 13. ožujka 1615. godine u dvorcu blizu Spinazzole (sada u Apuliji) u jednoj od najstarijih aristokratskih obitelji Napuljskog kraljevstva. Bio je četvrti od petero djece Francesca Pignatellija, markiza od Spinazolle i Porzie, rođene Carafa, koja je bila pripadnica obitelji vojvoda od Andrie. Njegova braća i sestre bili su Marzio, Ludovico, Fabrizio i Paola Maria od kojih su svi osim Marzia bili pripadnici svećeničkog ili redovničkog staleža. Odgojen je i školovan u isusovačkom kolegiju u Rimu gdje je stekao doktorat iz kanonskog i građanskog prava.  Za vrijeme pape Urbana VIII. ulazi u Kuriju, gdje radi pri crkvenom sudu Apostolske signature za pravdu i milost. U narednim godinama obnašao je više dužnosti: Papinski legat u Urbinu (1643.), upravitelj u Fanu (1645.), inkvizitor na Malti od 1646., upravitelj u Viterbu (1650.). Kada je točno zarađen za svećenika nema pouzdanih izvora, no smatra se da je to bilo iza 1650. godine. Papa Inocent X. imenuje ga 1652. naslovnim nadbiskupom Larise i šalje za nuncija u Toskanu. Od 1660. bio je nuncij u Poljskoj, a od 1668. u Habsburškoj Monarhiji. Godine 1671. postaje tajnik Kongregacije za biskupe i redovnike. Papa Klement X. 1675. postavlja ga za prefekta Papinskog doma. Kardinalom i nadbiskupom Faenze imenuje ga papa Inocent XI. 1681. godine, a 1687. postaje nadbiskupom Napulja. Sudjelovao je na dvije konklave, 1689., kada je izabran Aleksandar VIII. i 1691. godine kada je on izabran za papu.

## Izbor za papu i pontifikat
Nakon smrti pape Aleksandra VIII. uslijedile su teške i dugotrajne konklave koje su potrajale pet mjeseci. Kardinali podijeljeni između francuske i austrijske struje nisu se nikako mogli usuglasiti oko najprikladnijeg kandidata za novog papu. Konačno, 12. srpnja 1691. usuglasili su se oko kompromisnog kandidata u osobi kardinala Pignatellija koji si je odabrao ime Inocent XII. u spomen na svog prethodnika Inocenta XI. čijom je zaslugom imenovan kardinalom. Novi papa je bio pobožan i darežljiv. Kako je i sam živio skromno, to je zahtijevao i od svojih kardinala i svećenika u Kuriji. Drastično je smanjio izdatke dvora, te osnovao dobrotvorne institucije: sirotište sv. Mihovila, a Lateransku palaču pretvara u prihvatilište za siromahe, nezaposlene i beskućnike. Dekretom Romanum decet pontificem od 22. lipnja 1692. godine određuje da papa ne može svojoj obitelji darivati materijalna dobra. Mnogi kardinali su se tome protivili, ali ih je Papa na kraju primorao da svi potpišu taj dekret, čime je praktično označio kraj nepotizmu u povijesti papinstva. Ipak, njegov pontifikat bio je velikim dijelom posvećen poslovima francuskog kraljevstva. Između njega i francuskog kralja Luja XIV. došlo je do nagodbe, kojom je Papa priznao biskupe koje je imenovao Kralj, a Luj je obećao da će ukinuti „četiri članka“ Deklaracije iz 1682. godine, čime je hijerarhija u Francuskoj ponovno dovedena u red. Pri kraju svoga pontifikata papa Inocent se morao pozabaviti i pitanjem nasljedstva u Španjolskoj. U borbi između vladarskih kuća Bourbone i Habsburg za španjolsku krunu, Papa je stao na stranu Francuske, tako da je kraljem postao Filip V. Bourbone, unuk francuskog kralja Luja XIV. Takva Inocentova odluka je potpuno razumljiva, jer nije želio pogoršanje ionako krhkih odnosa s Francuskom.
Za 1700. godinu papa Inocent XII. je najavio jubilej Svete godine. Na Božićno jutro 1699. godine, već vidno bolestan s reumatskim bolovima, nije mogao prisustvovati otvaranju Svetih vrata na bazilici sv. Petra čime započinje Jubilej. Papa je poživio još sljedećih devet mjeseci, te je umro 27. rujna 1700. godine ne doživjevši kraj proslave Jubileja i zatvaranje Svetih vrata.

## Zanimljivost
Papa Inocent XII. bio je posljednji poglavar Katoličke Crkve koji je nosio bradu. Gotovo dva stoljeća prije njega, od Julija II. pa sve do Inocenta XII. svi pape su imali brade, osim Hardijana VI. i Lava X. Nakon njega niti jedan papa više nije imao bradu. 